# Apostasia shenzhenica
Apostasia shenzhenica ist eine Art aus der Gattung Apostasia und gehört somit zur Familie der Orchideen (Orchidaceae). Die kleinen krautigen Pflanzen wachsen im Südosten Chinas.

## Beschreibung
Apostasia shenzhenica wird 8 bis 12 cm groß. Die Pflanzen bilden ein Rhizom, die Wurzeln besitzen zahlreiche, 2 bis 3 mm große, rundliche Knöllchen. Der aufrechte Spross hat einen Durchmesser von 1,8 bis 2,2 mm. In seiner unteren Hälfte wird er von röhrenförmigen, 7 bis 10 mm langen Niederblättern umhüllt. Im oberen Bereich der Sprossachse befinden sich sieben bis zehn Laubblätter, gelegentlich auch mehr. Diese sind oval bis oval-lanzettlich, sie enden spitz mit einer kleinen, 1 bis 1,5 mm langen fadenförmigen Spitze. Der Blattgrund umfasst den Stängel und bildet einen kurzen Blattstiel. Die Blätter messen 16 bis 32 mm Länge bei 6 bis 12 mm Breite.
Der endständige, verzweigte Blütenstand ist übergeneigt. Blühende Pflanzen wurden von Mai bis Juni gefunden. Der Blütenstand wird 10 bis 22 mm lang und trägt vier bis neun Blüten. Die Blüten sind blass gelblich-grün und öffnen sich kaum. Die ovalen Tragblätter messen 3 bis 4 mm Länge. Fruchtknoten und Blütenstiel sind zusammen 4 bis 6 mm lang. Sepalen und Petalen unterscheiden sich kaum. Die drei äußeren Blütenblätter sind schmal elliptisch, 2,7 bis 3,5 mm lang und 0,9 bis 1,1 mm breit. Die drei inneren sind etwas kürzer und breiter: 2,5 bis 3 mm lang und 1 bis 1,2 mm breit. Die Säule entsteht aus den am Grund miteinander verwachsenen Staubfäden und dem Griffel. Sie ist gerade und 0,5 mm lang. Es sind zwei fruchtbare Staubblätter und ein unfruchtbares Staminodium vorhanden. Das Staminodium ist nur im vorderen Drittel frei, sonst mit der Säule verwachsen, seine Spitze überragt den Griffel etwas. Der freie Teil der Staubfäden wird 0,3 mm lang, die Staubbeutel werden 1,2 bis 1,3 mm lang und 0,5 bis 0,6 mm breit. Der freie Teil des Griffels ist 1,2 bis 1,3 mm lang, ohne längs verlaufende Leisten, er trägt am Ende die undeutlich dreilappige Narbe. Die entstehende zylindrische Kapselfrucht misst 11 bis 13 mm in der Länge und 2,5 bis 3 mm im Durchmesser.

## Vorkommen
Apostasia shenzhenica wurde in der chinesischen Provinz Guangdong, im Osten der Stadt Shenzhen, gefunden. Die Standorte liegen in einer Höhe von 200 m. Die Pflanzen wachsen in immergrünem Laubwald auf lockerem, steinigem Boden.

## Systematik und botanische Geschichte
Apostasia shenzhenica wurde 2011 von Liu Zhong-Jian und Chen Li-Jun erstbeschrieben. Innerhalb der Gattung Apostasia ordnen sie Apostasia shenzhenica in die Sektion Apostasia ein. Diese Pflanzen besitzen im Gegensatz zur Sektion Adactylus ein Staminodium. Die Erstbeschreiber vergleichen Apostasia shenzhenica mit den Arten Apostasia ramifera von der Insel Hainan und mit Apostasia nipponica, die beide ein ähnliches Erscheinungsbild aufweisen. Bei beiden ist aber das Staminodium kürzer als der Griffel. Apostasia wallichii, eine Art, die ebenfalls in China vorkommt, ist wesentlich größer und besitzt linealische Blätter.